# Sportpark Berg & Bos
Sportpark Berg & Bos – wielofunkcyjny stadion w mieście Apeldoorn w Holandii. Najczęściej używany jest jako stadion piłkarski, a swoje mecze rozgrywa na nim drużyna AGOVV Apeldoorn. Stadion może pomieścić 2500 widzów, a został wybudowany w 2002 roku.